# Caspar Hofmann
Caspar Hofmann oder Kaspar Hoffmann (* 9. November 1572 in Gotha; † 3. November 1648 in Altdorf) war Professor der Medizin an der Nürnberger Universität Altdorf.
Hofmann war Sohn eines Schmieds. Er studierte Philosophie und Medizin in Leipzig, Straßburg, Altdorf, Padua und Basel bei Matthäus Dresser, Philipp Scherbius, Nicolaus Taurellus, Hieronymus Fabricius ab Aquapendente, Andrea Cesalpino, Felix Platter und Caspar Bauhin. 1605 wurde er in Basel zum Doktor der Medizin promoviert.
Noch im selben Jahr erhielt er einen Ruf als Pestarzt nach Altdorf. 1606 wurde er von der Universität Altdorf als Nachfolger von Nicolaus Taurellus auf die Professur für theoretische Medizin berufen und trat die Stelle im April 1607 an. Sein Unterricht ähnelte dem von Scherbius. Er war der Meinung, dass die medizinische Wahrheit einzig durch die philosophische Analyse antiker medizinischer Schriften zu ermitteln sei. Ab etwa 1625 erarbeitete er seine kritische Textausgabe des Galenos, die jedoch Manuskript blieb. 1629 wies er die Theorien des Mundinus Mundinius über die Entstehung des Menschen unter Rückgriff auf aristotelische Argumentationen zurück. Er verfasste Streitschriften gegen die modernen Theorien von Fernelius und Argenterius über die Ursachen von Krankheiten.
Hofmann entwickelte eine eigene Theorie des Blutflusses. Der Entdecker des doppelten Blutkreislaufs, William Harvey, versuchte 1636 vergeblich, ihn von der Richtigkeit seiner Lehre zu überzeugen.